# Nicolas Viton de Saint-Allais
Nicolas Viton de Saint-Allais (* 6. April 1773 in Langres; † 15. Februar 1842 in Paris) war ein französischer Genealoge, Archivar und Heraldiker. Bekannt ist er vor allem unter dem Namenszusatz de Saint-Allais, den er sich selbst gab.

## Leben
Er wurde in 1773 in Langres als Sohn des Gemüsehändlers Nicolas Viton und seiner Ehefrau Marie-Anne Lefume geboren. Als 19-Jähriger – also während der Revolution – ging er zur Armee und wurde Adjutant von Guillaume-Marie-Anne Brune, dem späteren Maréchal d’Empire.
1808 eröffnete er als Genealoge sein Bureau général de la Noblesse de France, das er um 1820 an Jean-Baptiste-Pierre Jullien de Courcelles verkaufte. Am 19. August 1824 wurde er zum Ritter der Ehrenlegion ernannt. Er starb 1842 in Paris und wurde auf dem Cimetière de Montmartre, Division 12, Avenue Travot, bestattet.
Nicolas Viton de Saint-Allais heiratete Marie-Anna Larmand, mit der er einen Sohn hatte, Jean-Paul-Maximilien-Auguste Viton (* 24. Januar 1800 in Bordeaux; † 27. Februar 1858 in Paris), der Capitaine in der Fremdenlegion wurde.

## Werke
- État actuel des maisons souveraines, des princes et des princesses d’Europe, Paris, 1805 online
- Histoire générale des ordres de chevalerie civils et militaires existant en Europe , Paris 1810 Digitalisat
- Dictionnaire encyclopédique de la noblesse de France, Paris, 1816
- Précis historique sur les comtes du Périgord, Paris, 1839
- Nobiliaire universel de France
- Continuation de L’art de vérifier les dates des faits historiques, des chartes, des chroniques et autres anciens monuments, depuis la naissance de Notre-Seigneur par le moyen d’une table chronologique...]